# Bulbophyllum truncatum
Bulbophyllum truncatum là một loài phong lan thuộc chi Bulbophyllum.